# Sant Miquel de la Torre
Sant Miquel de la Torre, és una Església que també rep el nom de Sant Miquel d'Avellanacorba, Sant Miquel de Vellanacorba i Sant Miquel de Sacorba. Es tracta d'una església romànica situada al nucli de població de la Vall del Bac del municipi de la Vall de Bianya dins a la comarca de la Garrotxa. Està situada just a tocar de la masia coneguda com la Torre de la Vall del Bac, nom que per si sol ja evoca l'origen de l'edifici: un vell castell medieval que fou patrimoni de la família Bac. És un monument inventariat a l'Inventari del Patrimoni Arquitectònic de Catalunya. És d'estil romànic de finals del segle xii inici del XIII tot i que va tenir alguna reforma el segle xviii. És un senzill temple d'una sola nau amb campanar d'espadanya sense diferenciació pel que fa a l'absis o capçalera.

## Síntesi històrica
La primera notícia documental coneguda data de l'any 978, el lloc s'esmenta con "Avellana Curba" sense menció de l'església. L'any 998 ja era una feligresia i l'església ve designada en un document, on es parla de la donació de les dècimes de la parròquia a l'abat del monestir de Besalú, amb els mots següents: "Sancti Mikaelis, qui est situs in valle Segurilias in villa que dicitur Avellana Curva". El topònim d'Avellanacorba, tot i que ha estat substituït pel de la Torre, ha subsistit fins entrat el segle xx. Les visites pastorals del bisbat de Girona de l'any 1432 descriuen que les esglésies de la Vall de Bianya estan destruïdes pel terratrèmol de febrer de 1428 i es van habilitar barraques de fusta per acollir els altars i celebrar els oficis. Fa especial esment de l'església de Vellanacorba (Sant Miquel de la Torre) on, a causa del terratrèmol, les campanes eren en un bastiment de fusta al cementiri. Quan l'església fou reconstruïda exercí de forma temporal funcions parroquials, consta però, que al segle xvii ja era sufragània de la parròquia de la Vall del Bac. En algun moment s'afegí una sagristia, possiblement del segle xviii, de la qual es va prescindir l'any 1989. A començaments del segle actual hi havia a l'església una taula amb la representació de la Divina Pastora, així com un quadre amb la figura de Sant Miquel.

## Descripció
Es tracta d'un edifici de finals del segle xii o principis del XIII d'una sola nau amb orientació de llevant (capçalera) a ponent amb absis carrat i per tant, és un edifici sense diferenciació pel que fa a l'absis o capçalera. Al mig hi ha una finestra obturada. La porta d'entrada, amb un arc de mig punt, és al costat de migdia, on hi ha també dues finestres d'arc de mig punt i de doble esqueixada. A ponent hi ha el campanar en espadanya, de dos ulls, que descansa sobre la paret, al mig de la qual hi ha una finestra estreta i allargada amb esqueixada única i acabada amb arc de mig punt. La coberta és de teula aràbica però sota es conserven restes de la primitiva coberta de lloses.